# Холопайнен, Ари
А́ри Холопа́йнен (фин. Ari Holopainen; род. 24 января 1969, Варкаус, Финляндия) — бывший финский хоккеист с мячом, нападающий, чемпион мира. Лучший бомбардир сборной Финляндии за всю историю.

## Карьера
В чемпионате Финляндии выступал за команду родного города Варкаус — «ВП-35». Основную часть игровой карьеры провёл в Швеции. В 2006 году перешёл на тренерскую работу.
Успешно играл за национальную сборную Финляндии. Самым ярким событием его международной карьеры стал Чемпионат мира 2004 года, в котором Холопайнен с 10-ю мячами стал лучшим бомбардиром, а его команда впервые завоевала звание чемпионов мира. Четыре гола Холопайнена в полуфинале против сборной России вывели финнов в финал. Ещё один мяч он провёл в финальном поединке против сборной Швеции.
Всего на чемпионатах мира Холопайнен забил 78 мячей, являясь одним из самых результативных игроков в истории турнира. Ему же принадлежит и рекорд результативности в сборной Финляндии — 143 мяча в 117 матчах.
Отец Ари Холопайнена, Эско Холопайнен, является многократным чемпионом Финляндии. Сын, Никлас Холопайнен, выступает за юниорскую сборную страны.

## Достижения
Чемпионат мира
- Чемпион мира 2004
- Вице-чемпион мира 1999
- Бронзовый призёр 1991, 1995, 1997, 2001, 2006.

Чемпионат Финляндии
- Чемпион Финляндии 1993, 1994, 1995

Прочие
- Финалист Кубка европейских чемпионов 1993